# Администрация Кансо-гу (станция метро)
«Администрация Кансо-гу» (кор. 강서구청; Кансогучхон) — эстакадная станция Пусанского метро на Третьей линии. Она представлена двумя боковыми платформами. Станция обслуживается Пусанской транспортной корпорацией. Расположена в квартале Тэджо-дон административного района Кансо-гу города-метрополии Пусан (Республика Корея). На станции установлены платформенные раздвижные двери.
Станция была открыта 28 ноября 2005 года.
Как следует из названия, администрация района Кансо-гу находятся рядом со станцией.
Рядом с станцией расположены:
- Администрация Кансо-гу